# Cantone di Saint-Éloy-les-Mines
Il Cantone di Saint-Éloy-les-Mines è una divisione amministrativa dell'Arrondissement di Riom.
È stato costituito a seguito della riforma approvata con decreto del 21 febbraio 2014, che ha avuto attuazione dopo le elezioni dipartimentali del 2015.

## Composizione
Comprende i seguenti 35 comuni:
- Ars-les-Favets
- Ayat-sur-Sioule
- Biollet
- Bussières
- Buxières-sous-Montaigut
- La Cellette
- Charensat
- Châteauneuf-les-Bains
- Château-sur-Cher
- La Crouzille
- Durmignat
- Espinasse
- Gouttières
- Lapeyrouse
- Menat
- Montaigut
- Moureuille
- Neuf-Église
- Pionsat
- Le Quartier
- Roche-d'Agoux
- Saint-Éloy-les-Mines
- Saint-Gervais-d'Auvergne
- Saint-Hilaire
- Saint-Julien-la-Geneste
- Saint-Maigner
- Saint-Maurice-près-Pionsat
- Saint-Priest-des-Champs
- Sainte-Christine
- Sauret-Besserve
- Servant
- Teilhet
- Vergheas
- Virlet
- Youx